# Barwa minerału
Barwa minerału jest podstawowym pojęciem określającym właściwości barwne minerału, natomiast ocena minerału w postaci litej skały – zarówno w naturalnej postaci jak i w postaci jego przełamu – nosi nazwę zabarwienia minerału. Jest pierwszą cechą, którą dostrzegamy przy rozpoznawaniu minerału. Jest to zjawisko fizyczne zachodzące na granicy dwóch ośrodków minerał-otoczenie i odbierane przez receptory ludzkiego oka.
Barwa minerału oceniana jest właściwie wtedy, gdy próbka danego minerału została jednolicie i drobno sproszkowana. Dopiero badanie minerału w takiej postaci zapewnia określenie rzeczywistej barwy minerału, gdyż badanie go w warunkach naturalnych w miejscu występowania lub w postaci próbki będącej bryłką niesie z sobą wiele przekłamań wynikających zarówno ze sposobu odbijania się światła od powierzchni minerału, jak również z tego powodu, iż powierzchnia próbki może posiadać zmiany powierzchniowe wynikające z erozji (czego efektem mogą być nawet zmiany składu chemicznego). To jest definicja rysy minerału.

## Czynniki wpływające na barwę minerału
- struktura wewnętrzna
- zmienność składu chemicznego
- obecność defektów wewnętrznych: puste kanały, szczeliny, pęknięcia, zrosty,
- inkluzje ciekłe i gazowe
- wrostki stałe
- inne czynniki genetyczne

## Podział minerałów ze względu na właściwości barwne
- idiochromatyczne – niektóre minerały mają barwę własną. W tej grupie minerałów barwa jest ważną cechą rozpoznawczą np. cynober, azuryt, malachit.
- allochromatyczne – ich kolor może być wynikiem obecności w sieci krystalicznej zanieczyszczeń, czyli barwiących domieszek. W takim wypadku barwa minerału zależy od rodzaju domieszki (Cr, Fe, Cu, Ni, Mn, Co, Ti, W, które są zdolne absorbować część światła. Dla ich rozpoznania barwa nie ma większego znaczenia. Przykładem minerału wysoce allochromatycznego jest fluoryt, który prezentuje szeroką gamę kolorów.
- pseudochromatyczne – ich barwa związana jest ściśle z budową wewnętrzną danego minerału; np. obecnością płaszczyzn łupliwości. Takimi minerałami są opal, labrador. Najczęściej barwie tej towarzyszą zewnętrzne efekty optyczne: iryzacja, opalescencja, opalizacja, labradoryzacja i inne.

Cechą charakterystyczną większości minerałów jest obecność w ich strukturze "zawieszonych" obcych faz mineralnych w postaci inkluzji (pęcherzyków) ciekło-gazowych lub wrostków stałych. Ich obecność wywołuje pojawienie się powierzchniowych efektów optycznych (efekt kociego oka, asteryzm, połysk jedwabisty.